# Leo Kadrnozka
Leo Kadrnozka (* 6. Juni 1872 in Teschen; † 17. September 1922 am Großvenediger, Land Salzburg) war ordentlicher Professor für Elektrische Bahnen und Elektrische Schalt- und Regulierapparate an der Technischen Hochschule München.

## Leben
Kadrnozka studierte Maschinenbau an der Technischen Hochschule Wien von 1892 bis 1896 bei Leopold von Hauffe und Johann von Radinger. 1896/1897 war er dort als Assistent an der Lehrkanzel für Maschinenbau II tätig.
Anschließend arbeitete er bei den k.k. Staatsbahnen, ab 1898 bei der Wiener Bahnabteilung von Siemens & Halske. Dabei war er beteiligt am Bau der Straßenbahnen Wien, Budapest,  Sarajevo, Salzburg, Olmütz, Dornbirn–Lustenau sowie der Lokalbahn Wien–Baden. 1907 wechselte er zu AEG-Union Wien als Oberingenieur.
1907 nahm er einen Lehrauftrag als Honorarprofessor für Elektrische Bahnen und Elektrische Schalt- und Regulierapparate an der Technischen Hochschule München an, ab 1909 wurde er zum ordentlichen Professor für Elektrotechnik berufen. In München betreute er die Dissertationen von Udo Knorr, Hans Piloty und Louis Stokvis.
Der passionierte Bergsteiger Kadrnozka starb 1922 bei der Besteigung des Großvenedigers durch einen Sturz in eine Gletscherspalte.

## Werke
- Darstellung der Bewegungsgrößen elektrisch betriebener Fahrzeuge. In: Elektrische Bahnen, 1904, S. 389.
- Die elektrische Bahn Wien–Baden. In: Zeitschrift für Elektrotechnik und Maschinenbau, 1907, S. 803.
- Zur Beurteilung der Senkschaltung für Gleichstromkrane. In: Elektrische Kraftbetriebe und Bahnen, 1917, S. 29.
- Die Spannungsregelung im Bayernwerknetz. In: Elektrotechnische Zeitung, 1922, S. 713.
- Elektrische Bahnen nach dem Vortrag des Herrn Prof. L. Kadrnozka, 1910 (190 Seiten).[5]